# Brinckochrysa tjederi
Brinckochrysa tjederi är en insektsart som beskrevs av Hölzel 1987. Brinckochrysa tjederi ingår i släktet Brinckochrysa och familjen guldögonsländor. Inga underarter finns listade i Catalogue of Life.